# Ludwig Protz
Ludwig Protz (* 1894; † 1927) war ein Schriftsteller und Begründer des Deutschen Turnverbandes in der Tschechoslowakei.

## Leben und Wirken
Protz war Turner und ein enger Mitarbeiter von Konrad Henlein während dessen Zeit als Funktionär der sudetendeutschen Turnbewegung. Seine Heimat war Königsberg an der Eger.

## Schriften (Auswahl)
- Von Liebe und Leben. Gedichte, Dresden-Weinböhla, 1919.
- Ein Sagenspiel vom "Alten Schloß", [1923].
- Festschrift des Turnvereines Königsberg 1864 in Königsberg a. d. Eger, 1924.
- Unter Tannenzweigen. Königsberg a. d. Eger 1925.
- Der Bezwinger. Eger 1928.